# Manuel Mas i Candela
Manuel Mas i Candela (Crevillent, Baix Vinalopó, 16 de juny de 1829 - Madrid, 5 de febrer de 1908) va ser un músic i compositor valencià.
Aficionat a la música des de molt infant als set anys ja donava lliçons de guitarró que cobrava un quart cada lliçó, quan va aprendre a llegir, canvià les seves lliçons de guitarró, per les de lectura i escriptura. En arribar l'hora de complir amb el servei militar, tocava la bandúrria admirablement. Va fer el servei militar com a telegrafista en diverses viles de Catalunya i principalment en la vila de Vic donant concerts de bandúrria, acompanyat d'orquestra amb algunes composicions seves, que tingueren gran èxit. Fou molt sol·licitat pels empresaris dels principals teatres. El 1864 fundà una banda de bandúrries, i amb aquesta va donar nombrosos concerts arreu d'Espanya i després per França i Portugal.